# Bezirksbrandmeister
Der Bezirksbrandmeister ist in Nordrhein-Westfalen und Baden-Württemberg der ranghöchste Feuerwehrangehörige im Regierungsbezirk. Die entsprechende Bezeichnung in Bayern lautete Bezirksbrandinspektor und heißt in Niedersachsen Regierungsbrandmeister. In den übrigen deutschen Ländern ist dieser Position nicht vorgesehen.
Der Bezirksbrandmeister, Bezirksbrandinspektor oder Regierungsbrandmeister ist teilweise ein Ehrenbeamter teilweise Berufsbeamter, der in Kreisen ohne Berufsfeuerwehr gemeinsam mit der Bezirksregierung Aufsicht über die Freiwilligen Feuerwehren führt.

## Baden-Württemberg

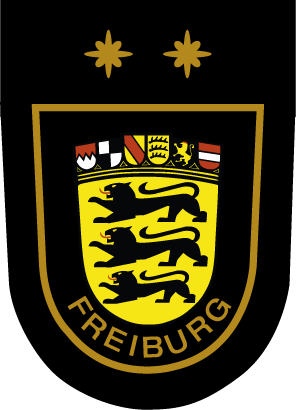
Ärmelabzeichen des Bezirks-
brandmeisters im Regierungsbezirk Freiburg

In Baden-Württemberg ist der Bezirksbrandmeister ein feuerwehrtechnischer Beamter, der die entsprechende Laufbahnbefähigung für den höheren feuerwehrtechnischen Dienst besitzen muss. Seine Bestellung erfolgt durch das Regierungspräsidium nach Anhörung der Kreisbrandmeister im Regierungsbezirk.
Im Rahmen seiner Aufgaben kann er in seinem gesamten Dienstbezirk bei Übungen und Einsätzen die Position des technischen Einsatzleiters übernehmen und hat dann gegenüber Feuerwehrangehörigen, dieselben Befugnisse wie der örtlich zuständige Feuerwehrkommandant. Ferner bearbeitet er alle Feuerwehrangelegenheiten des Regierungspräsidiums, wo er stellvertretender Leiter des Referats 14 (Feuerwehr, Katastrophenschutz, Sparkassen) und Leiter der Sachgruppe Feuerwehr und Katastrophenschutz ist. Die Bezirksbrandmeister unterstehen dem Landesbranddirektor.

## Bayern
Fachberater für Brand- und Katastrophenschutz in Bayern
Der Fachberater für Brand- und Katastrophenschutz der jeweiligen Regierung ist in Bayern eine zentrale Instanz im Bereich des Brand- und Katastrophenschutzes. Diese Position, die häufig vom Bezirksbrandmeister wahrgenommen wird, ist eng mit der Aufsicht und Koordination der Brandschutzaktivitäten innerhalb eines Regierungsbezirks betraut.
Aufgaben und Zuständigkeiten
Der Fachberater für Brand- und Katastrophenschutz übernimmt folgende Aufgaben:
Aufsicht über die Kreisbrandräte: Der Fachberater koordiniert und überwacht die Arbeit der Kreisbrandräte, die in den jeweiligen Landkreisen für die Organisation und Durchführung des Brandschutzes zuständig sind.
Planung und Beratung: Unterstützung der Kreisbrandräte bei der Erstellung und Umsetzung von Katastrophenschutzplänen sowie Alarmierungs- und Einsatzplänen.
Koordination bei Großschadenslagen: Steuerung und Unterstützung bei der Bewältigung von Katastrophen oder großflächigen Schadenslagen, in enger Abstimmung mit den betroffenen Landkreisen.
Weiterentwicklung des Katastrophenschutzes: Prüfung und Anpassung bestehender Strukturen sowie Einführung neuer technischer und organisatorischer Standards.
Ausbildung und Fortbildung: Organisation von Schulungen für Feuerwehrführungskräfte und Einsatzleiter.
Verbindung zu den Kreisbrandräten
Die Kreisbrandräte arbeiten auf Landkreisebene und sind für die operative Durchführung von Brandschutz und Feuerwehrorganisation verantwortlich. Der Fachberater fungiert als übergeordnete Instanz und sorgt dafür, dass landkreisübergreifende Maßnahmen koordiniert werden und die Vorgaben der Regierung einheitlich umgesetzt werden.
Stellung des Fachberaters der Regierung
Die Rolle des Fachberaters für Brand- und Katastrophenschutz ermöglicht eine enge Verzahnung der Tätigkeiten zwischen der Regierung und den operativen Einheiten in den Landkreisen. Der Fachberater agiert dabei als direkter Ansprechpartner der Regierung in allen Fragen des Brand- und Katastrophenschutzes.
Rechtsgrundlagen
Die Aufgaben und Zuständigkeiten des Fachberaters sowie basieren auf folgenden rechtlichen Grundlagen:
Bayerisches Feuerwehrgesetz (BayFwG)
Bayerisches Katastrophenschutzgesetz (BayKSG)
Verwaltungsvorschriften des Bayerischen Staatsministeriums des Innern
Bedeutung für den Brand- und Katastrophenschutz
Der Fachberater für Brand- und Katastrophenschutz ist ein zentraler Bestandteil der Sicherheitsarchitektur in Bayern. Durch seine übergeordnete Rolle sorgt er für eine effiziente Zusammenarbeit zwischen den Regierungen, den Landkreisen und den Feuerwehren. Dies gewährleistet eine schnelle und koordinierte Reaktion in Krisensituationen und trägt maßgeblich zur Sicherheit der Bevölkerung bei.

## Niedersachsen
In Niedersachsen werden die Regierungsbrandmeister als Ehrenbeamte des Landes Niedersachsen für die Dauer von sechs Jahren bestellt, nachdem die betroffenen Kreisbrandmeister und Abschnittsleiter der Freiwilligen Feuerwehren diesbezüglich angehört wurden. Regierungsbrandmeister dürfen zugleich keine weitere höhere Führungsfunktion übernehmen. Bei der Einsetzung von Kreisbrandmeistern und Abschnittsleitern der Freiwilligen Feuerwehren müssen sie als Vertreter der Polizeidirektion angehört werden, auch wenn deren Ernennung auf mehrheitlichen Vorschlag durch die kommunalen Führungskräfte erfolgt. Rechtsgrundlage für das Amt ist § 22 NBrandSchG.

## Nordrhein-Westfalen
In Nordrhein-Westfalen wird der Bezirksbrandmeister und sein Stellvertreter durch die Bezirksregierung nach Anhörung der Kreisbrandmeister ernannt. Der Bezirksbrandmeister schlägt wiederum Kreisbrandmeister dem Kreistag vor, nachdem er zuvor Rücksprache mit den entsprechenden Wehrleitungen gehalten hat. Rechtsgrundlage ist hierbei § 12 BHKG des Landes Nordrhein-Westfalen. Nach Absatz 5 unterstützen der Bezirksbrandmeister und sein Stellvertreter die Bezirksregierung bei der Aufsicht über die Freiwilligen Feuerwehren und über die Pflichtfeuerwehren in Gemeinden ohne Berufsfeuerwehr.